# کوجو میچی‌ایه
کوجو میچی‌ایه (انگلیسی: Kujō Michiie; ۱ ژانویهٔ ۱۱۹۳ – ۱ ژانویهٔ ۱۲۵۲) سامورایی و فهرست کانپاکو و سشو در ژاپن، پدر چهارمین شوگون از شوگون‌سالاری کاماکورا، کوجو یوریتسونه، اهل ژاپن بود.